# Bộ Tổng chỉ huy hướng Tây
Bộ chỉ huy quân đội Đức tại miền Tây (tiếng Đức: Oberbefehlshaber West viết tắt OB West) là bộ chỉ huy toàn bộ lực lượng lục quân của quân đội Đức Quốc xã tại Mặt trận phía Tây trong Thế chiến thứ hai, dưới quyền của Bộ tham mưu tối cao (OKW). OB West kiểm soát quân sự trong lãnh thổ phía tây châu Âu bị Đức chiếm đóng, xa nhất là đến vùng biển phía tây Pháp. Khi thế chiến chấm dứt, OB West chỉ còn một ít quân tại khu Bavaria.

## Chỉ huy
| 10 tháng 10 1940 | 1 tháng 4 1941  | Thống chế Gerd von Rundstedt  |
| 1 tháng 5 1941   | 15 tháng 3 1942 | Thống chế Erwin von Witzleben |
| 15 tháng 3 1942  | 2 tháng 7 1944  | Thống chế Gerd von Rundstedt  |
| 2 tháng 7 1944   | 16 tháng 8 1944 | Thống chế Günther von Kluge   |
| 16 tháng 8 1944  | 3 tháng 9 1944  | Thống chế Walter Model        |
| 3 tháng 9 1944   | 11 tháng 3 1945 | Thống chế Gerd von Rundstedt  |
| 11 tháng 3 1945  | 22 tháng 4 1945 | Thống chế Albert Kesselring   |

## Danh sách đơn vị từ tháng 6 năm 1944
| OB West            |                |                    |              |
| Army Group B       | Army Group B   | Panzer Group West  | Army Group D |
| Seventh Army       | Fifteenth Army | I SS Panzer Corps  |              |
| LXXXIV Corps       | LXXXVIII Corps | XLVII Panzer Corps |              |
| II Parachute Corps |                | II SS-Panzer Corps |              |